# Русское Яндовище
Русское Яндовище — деревня в Инсарском районе Мордовии в составе Кочетовского сельского поселения.

## География
Находится на расстоянии примерно 7 километров по прямой на юг-юго-запад от районного центра города Инсар.

## История
Упоминается с 1869 года как деревня из 26 дворов.

## Население
| 1989 | 2002 | 2010 |
| ---- | ---- | ---- |
| 30   | ↘11  | ↘4   |

Постоянное население составляло 11 человек (русские 91 %) в 2002 году, 4 в 2010 году.